# Śmiłowice (Petite-Pologne)
Pour les articles homonymes, voir Śmiłowice.
Śmiłowice est une localité polonaise de la gmina de Nowe Brzesko, située dans le powiat de Proszowice en voïvodie de Petite-Pologne.